# Edward Peeters
Edward „Ward“ Peeters (* 29. Juli 1923 in Boutersem; † 23. Januar 2002 in Löwen) war ein belgischer Radrennfahrer.

## Sportliche Laufbahn
Peeters war im Straßenradsport aktiv. Von 1946 bis 1956 war er Unabhängiger und Berufsfahrer. 1949 siegte er im Rennen Schaal Sels und Brüssel–Bost. Den Sieg bei Brüssel–Bost konnte er 1950 wiederholen. 1954 war er in der Ronde van Limburg erfolgreich. Etappensiege holte er in der Deutschland-Rundfahrt 1950, 1951 und 1952 sowie in der Tour de Suisse, in der Belgien-Rundfahrt und bei Dwars door Vlaanderen 1949. Im Rennen Roubaix–Huy und im La Flèche Wallonne 1949 wurde er Zweiter.
Im Giro d’Italia  1954 war Peeters ausgeschieden. In der Tour de Suisse 1949 kam Peeters auf den 10. Rang.
Mit seinem Namensvetter Edward (Ward) Peeters (1920–2005) war er nicht verwandt.